# Warren Ellis (músico)
Warren Ellis (n. 1965) es un compositor y músico australiano. Es un miembro de varios grupos: Dirty Three, Nick Cave and the Bad Seeds y Grinderman. También ha compuesto música cinematográfica con Nick Cave. Ellis toca el violín, piano, bouzouki, guitarra, flauta, mandolin, la guitarra tenor, y viola. Ellis ha sido un miembro de Nick Cave and the Bad Seeds desde 1994.

## Vida y carrera

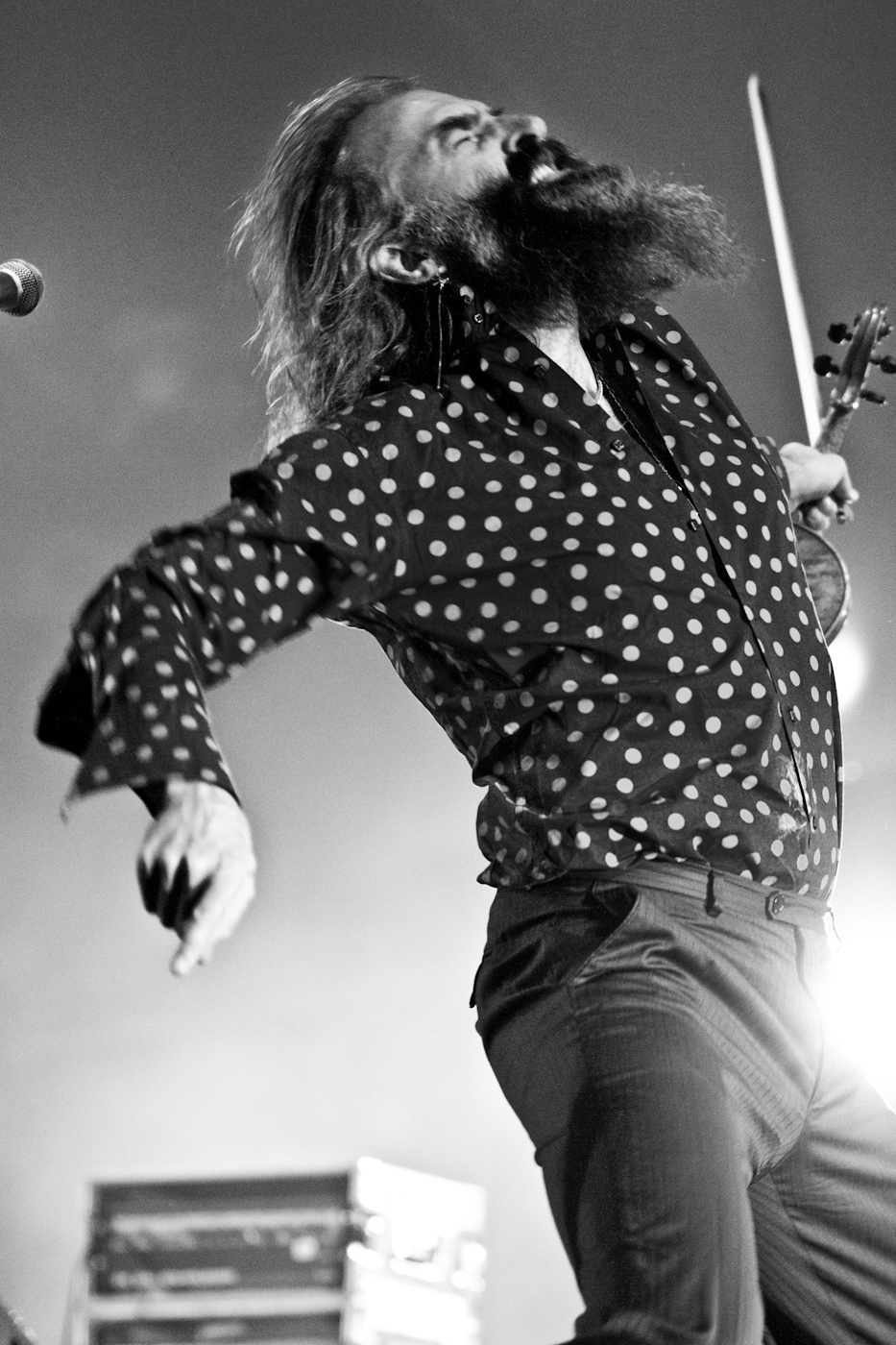
Warren Ellis de los Dirty Three actuando en WOMADelaide 2012

Ellis nació en Ballarat, Victoria, Australia. Ganó una beca de acceso a un instituto privado. Aprendió a tocar el violín clásico y la flauta en una escuela en Ballarat. Más tarde fue a la universidad en Melbourne, donde estudió violín clásico. Después trabajó brevemente como profesor en Victoria. En enero de 1988 viajó a Europa, donde tocó como músico callejero en Grecia, Hungría, Escocia e Irlanda. Un año más tarde regresó a Australia. A su regreso escribió música para agrupaciones teatrales y actuó en inauguraciones de arte y obras teatrales en Melbourne. A principios de los años noventa comenzó a tocar en agrupaciones musicales.
En 1995, Ellis fue invitado a tocar en una grabación con Nick Cave and the Bad Seeds;  permaneció y continúa hoy en día en la agrupación. También con Grinderman, subgrupo surgido de the Bad Seeds, que cuenta ya con dos álbumes.
En 2002, Ellis publicó untrabajo en solitario con la discográfica King Crab llamado Three Pieces for Violin. Desde 2005 ha colaborado en varios discos de Marianne Faithfull, y colaboracioones exclusivas con Nick Cave; entre los dos compusieron la galardonada banda sonora de la película The Proposition, volviendo a colaborar en la banda sonora de la película The Assassination of Jesse James by the Coward Robert Ford, The Road y Far from Men.
En 2009, Nick Cave & Warren Ellis publicaron White Lunar, un álbum que incluye varias bandas sonoras.
Ellis vive en París desde 1998 con su mujer francesa y sus dos niños.

## Colaboraciones
- Cat Power álbum You Are Free violinista en "Good Woman"
- The Blackeyed Susans álbum All Souls Alive
- Kim Salmon álbum Hey Believer
- David McComb álbum Love of Will
- "Hell's Coming Down" del álbum Riot City Blues de Primal Scream
- Slight Delay álbum de Loene Carmen
- Actuación con Chicago burlesque queen Maya Sinstress en 2000
- "Crazy Love" de Marianne Faithfull/Nick Cave, con Isabelle Huppert en Before the Poison (2005)
- Theo Hakola's álbum Drunk Women and Sexual Water (2008)
- Jim Yamouridis' álbum Into the Day (2011)
- Pirate Jenny con Shilpa Ray y Nick Cave en Son of Rogues Gallery: Pirate Ballads, Sea Songs & Chanteys (2013).[10]
- Marianne Faithfull álbum Give My Love to London (2014)
- Stepkids - The Avalanches (Wildflower 2016)
- Marianne Faithfull álbum She Walks In Beauty (2021)

### Película y puntuaciones de teatro con Nick Cave
- Woyzeck, banda sonora para teatro (2005), adaptación por Gísli Örn Gardarsson
- The Proposition, banda sonora (2005)
- Metamorphosis, banda sonora para teatro (2006)[11]
- The Assassination of Jesse James by the Coward Robert Ford, banda sonota (2007)
- The English Surgeon, banda sonora (2007)
- The Road, banda sonora (2009)
- The Girls of Phnom Penh, banda sonora (2009)
- Lawless banda sonora (2012).[12]
- Days Of Grace, banda sonora (2012)
- West of Memphis: Voices For Justice, banda sonora (2013)
- Loin des Hommes, banda sonora (2015)
- Mustang, banda sonora (2015, sin Nick Cave)
- Hell or High Water, banda sonora (2016)

## Premios
- 2005 AFI Awards: Best Original Music Score (The Proposition)
- 2005 Inside Film Awards: Best Music (The Proposition)
- 2005 Film Critics Circle of Australia Awards: Best Musical Score (The Proposition)
- 2010 Kermode Awards: Best Score (The Road)
- 2016 César Award for Best Original Music: Best Original Music Score (Mustang)